# ワラド・シン
ワラド・シン（Warad-Sin）は、古代メソポタミアの都市国家・ラルサの王。

## 略歴
アムル人の族長・クドゥル・マブクの子。
低年代説によると、紀元前1770年から紀元前1758年までの間、都市国家ラルサを支配していた。父のクドゥル・マブクが共同摂政であったか、少なくとも王位の背後にある権力を持っていたことが示唆されている。妹のエンアンドゥ（En-ane-du）は、ウルの月神の高僧であった。
ワラド・シンの12年間の治世についての年代記が残っており、それによると王として2年目にカザリュの城壁を破壊し、ラルサを占領していたムティバルの軍勢を打ち破ったことが記録されている。
弟・リム・シン1世が後継者となりラルサ王となった。

## ギャラリー

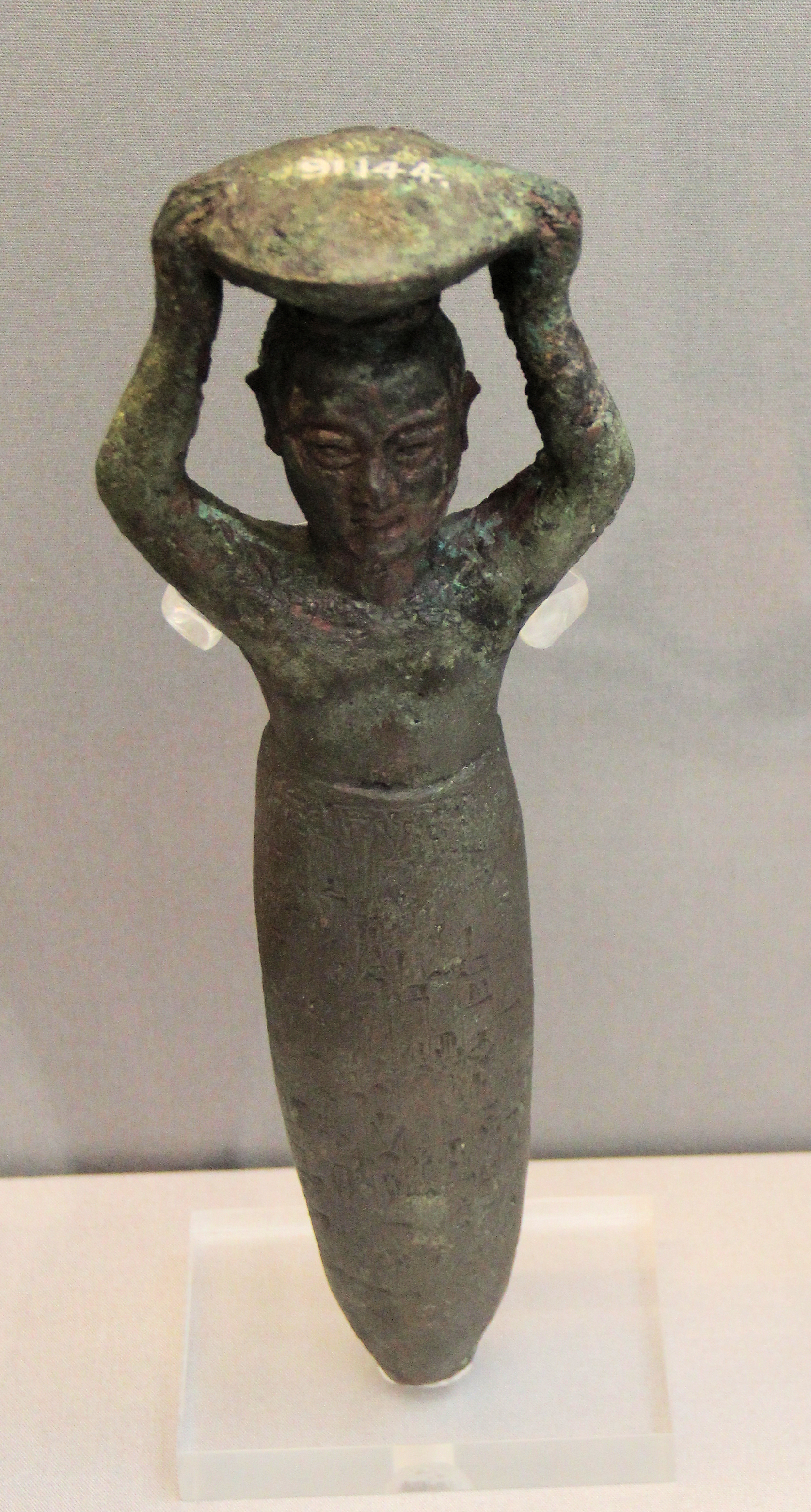
ザバラムのイナンナのためのワラド・シンの土台の置物
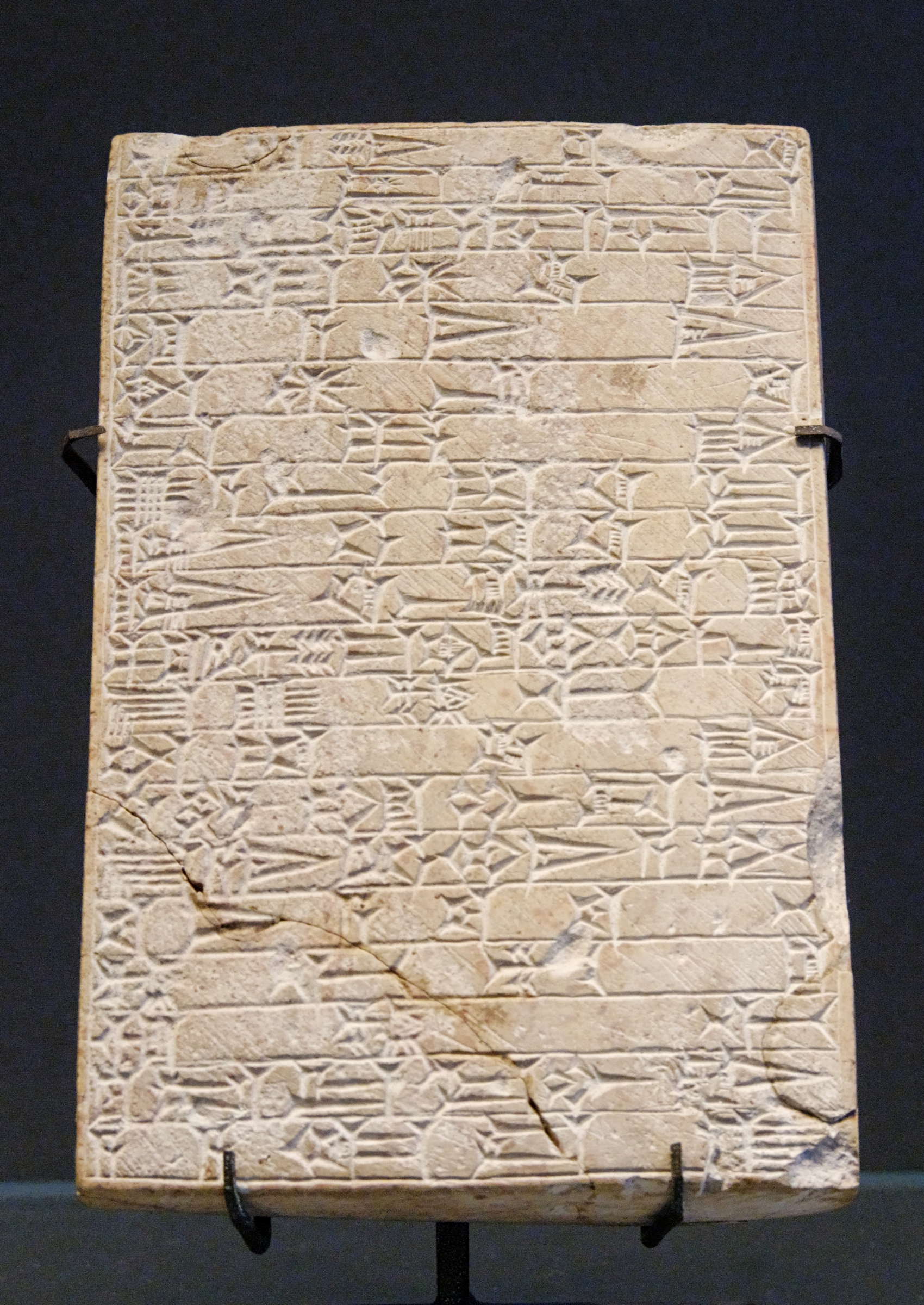
ワラド・シンが奉納したニンスンの礎石（ルーヴル美術館）